# 白常潔

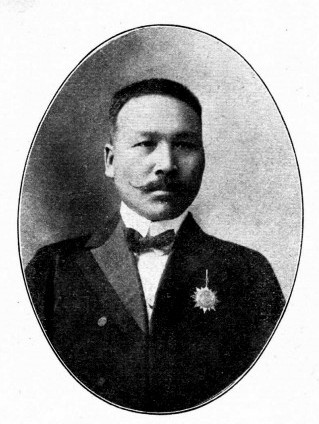
《民国之精华》中的白常潔照片

白常洁（1871年—1927年）原名西垣，字常洁，后更名常洁，号茂林，陕西西安新筑镇西王村人。中华民国政治人物。

## 生平
白常洁生于一个富裕家庭，其父白应泰是知名大财主、绅士，在高陵、三原等地拥有千余亩土地。白常洁是白英泰四个儿子中最大的。清朝末年，白常洁在西安上新学，其间，因见满族官员子弟欺负汉族同学，遂打抱不平，失手打死了那个满族子弟，遭到清政府通缉，只有十多岁的白常洁被迫独自逃往内蒙古。此后，他在内蒙古居住了十多年，据说后来还在内蒙古成了家。后来事件平息后，他返回西安，但因通信困难而与内蒙古方面失去联系。
1905年，白常洁以澄城县监生的身份考取了赴日本留学，当时为避免引起麻烦，他把原名“西垣”改以字“常洁”为名。起初，他在日本东京帝国大学学习法律，毕业后，因慈禧太后镇压维新派而无法归国，故继续在日本法政大学专门部法律系学习，1910年毕业。在东京大学学习期间，他和留学东京振武学校的弟弟白毓庚（后来曾任中国同盟会陕西分会首任会长）共同参加了中国同盟会。
在东京法政大学学习期间，白常洁结识了同学伊藤逸枝子（日本爱知县窑元人）。1910年，二人在东京结婚。伊藤逸枝子家十分富有，在名古屋开有瓷器工厂。
1912年白常洁夫妇来到中国，先居上海，后到西安。此后，白常洁参加了陕西省的国会众议员选举，当选第一届国会众议院议员，此后参加了第一届国会第一期常会（1913年4月至1914年1月）、第二期常会（1916年8月至1917年6月）、第三期常会（1922年10月至1924年11月），以及护法国会（1917年8月至1922年6月）常会，与焦子静、高增荣、寇遐等21人为陕西籍国会众议员。1913年12月15日起，白常洁、王恒晋任陕西参加政治会议议员。袁世凯逝世后，1916年6月黎元洪继任大总统，白常洁任大总统办公室主任，后来大总统更换数任，他一直在总统府任职。
1927年5月，白常洁因败血症在北京逝世，享年56岁。